# James Murray-Boyles
James Murray-Boyles (Columbia, 9 gennaio 1997) è un cestista statunitense.